# Rajesh Gopakumar
Rajesh Gopakumar (*  14. Dezember 1967 in Kolkata) ist ein indischer theoretischer Physiker.

## Leben
Gopakumar studierte Physik am Indian Institute of Technology in  Kanpur, wobei er 1987 bei den strengen Eingangsprüfungen den ersten Platz erhielt. 1992 erhielt er dort seinen Master-Abschluss und 1997 wurde er bei David Gross an der Princeton University promoviert (The Master Field in large N Theories). Danach war er an der Harvard University und ab 2001 am Harish-Chandra Research Institute in Allahabad. Er ist seit 2015 Direktor des International Centre for Theoretical Sciences (ICTS-TIFR) in Bangalore und Professor am Tata Institute of Fundamental Research (TIFR). 
2001 bis 2004 war er am Institute for Advanced Study. 
Er befasst sich mit Stringtheorie und damit verbundener Mathematik, String-Kosmologie, Eichfeldtheorien im Grenzfall großer Gruppen (large N limit),  mit nichtkommutativen Solitonen (mit Andrew Strominger, Shiraz Minwalla), AdS/CFT, nichtrelativistische konforme Algebren (GCA, Galilean Conformal Algebra) und topologischen Quantenfeldtheorien und topologische Stringtheorie. Er fand ein neues Beispiel einer AdS/CFT Korrespondenz (minimal model holography) und untersuchte damit ungebrochene Symmetrien der Stringtheorie.  Mit Cumrun Vafa führte er neue topologische Invarianten ein, die Gopakumar-Vafa-Invarianten. Beide sind auch verantwortlich für die Gopakumar-Vafa-Dualität. Mit Matthias Gaberdiel untersucht er Stringtheorie als Theorie von Teilchen mit höherem Spin.
Seine Ehefrau Rukmini Dey ist auch Professorin für mathematische Physik und Geometrie am ICTS-TIFR.
2006 erhielt er den ICTP-Preis, 2009  den Shanti-Swarup-Bhatnagar-Preis, 2013 den G. D. Birla Preis und 2013 den Physikpreis der Third World Academy of Sciences, deren Fellow er ist (2015). Er ist Mitglied der Indian National Science Academy und der Indian Academy of Sciences.

## Schriften (Auswahl)
- mit Vafa: M-Theory and Topological strings, Teil 1, 1998, Arxiv, Teil 2, Arxiv
- mit Vafa: On the Gauge Theory/Geometry Correspondence, Adv. Theor. Math. Phys., Band 3, 1999, S. 1415–1443, Arxiv
- mit Vafa: Topological Gravity as Large N Topological Gauge Theory, Adv. Theor. Math. Phys., Band 2, 1998, S. 413–442, Arxiv
- mit Minwalla, Strominger: Noncommutative solitons, Journal of High Energy Physics, 2000 (05), 020, Arxiv
- mit Juan Maldacena, S. Minwalla, A. Strominger: S-duality and noncommutative gauge theory, Journal of High Energy Physics, 2000 (06), 036, Arxiv
- mit Minwalla, Strominger, Nathan Seiberg: OM Theory in Diverse Dimensions, JHEP, 0008:008, 2000, Arxiv
- mit Robbert Dijkgraaf, Hirosi Ooguri, Cumrun Vafa: Baby universes and string theory,  Int.J.Mod.Phys. D, Band 73, 2006, S.  066002, Arxiv
- mit Arjun Bagchi: Galilean Conformal Algebras and AdS/CFT, JHEP 07, 2009, 037, Arxiv
- mit M. Gaberdiel: An AdS 3 dual for minimal model CFTs, Physical Review D, Band 83, 2011, S. 066007, Arxiv
- mit Gaberdiel: Minimal model holography, Journal of Physics A: Mathematical and Theoretical, Band 46, 2013, S.  214002, Arxiv
- mit Gaberdiel: Higher Spins & Strings, JHEP, 11, 2014, 044, Arxiv
- mit Gaberdiel: String Theory as a Higher Spin Theory, JHEP,09, 2016, 085, Arxiv
- mit Apratim Kaviraj, Kallol Sen, Aninda Sinha: Conformal Bootstrap in Mellin Space, Phys. Rev. Lett., Band 118, 2017, S. 081601, Arxiv